# Itália Fausta
Itália Fausta (nascida Faustina Polloni; São Paulo,12 de janeiro de 1879:234 ou 1889   — Rio de Janeiro, 31 de maio de 1951) foi uma atriz brasileira, um dos mais importantes nomes do teatro brasileiro da primeira metade do século XX.

## Teatro
- Romeu e Julieta (1904)
- Fedora (1907)
- Amigo das Mulheres (1907)
- Orestes (1916)
- O Mártir do Calvário (1916)
- Bodas de Lia (1916)
- A Cavalaria Rusticana (1916)
- A Ré Misteriosa (1917)
- Labareda (1917)
- A Vida de Cristo (1917)
- Os Fantasmas (1920)
- Salomé (1921)
- O Dilema (1921)
- Suprema Conquista (1921)
- A Prancha (1921)
- Assunção (1921)
- Os Fantasmas (1921)
- Cinzas Vivas (1922)
- Pedra que Rola (1922)
- Mona Lisa (1933)
- A Rosa do Carmelo (1936)
- Romeu e Julieta (1938)
- Tiradentes (1939)
- Anjo Negro (1948)
- Lua de Sangue (1948)
- Sonata a Quatro Mãos (1948)
- O Anel Mágico (1948)
- A Prostituta Respeitosa (1948)
- Estrada do Tabaco (1948, 1949)
- Tereza Raquin (1948, 1949)
- Peg do Meu Coração (1949)
- O Morro dos Ventos Uivantes (1949)
- O Fundo do Poço (1950)
- Tobacco Road (1950)
- Rebeca, a Mulher Inesquecível (1950)